# Potamorrhaphis labiatus
Potamorrhaphis labiatus is een straalvinnige vissensoort uit de familie van de gepen (Belonidae). De wetenschappelijke naam van de soort is voor het eerst geldig gepubliceerd in 2012 door Sant'Anna, Delapieve & Reis.